# 1363 Herberta
1363 Herberta è un asteroide della fascia principale. Scoperto nel 1935, presenta un'orbita caratterizzata da un semiasse maggiore pari a 2,9015478 UA e da un'eccentricità di 0,0701850, inclinata di 1,09976° rispetto all'eclittica.
L'asteroide è dedicato a Herbert Hoover, trentunesimo presidente degli Stati Uniti d'America, che visitò il Belgio nel 1938.